# Ossiannilssonola appendiculata
Ossiannilssonola appendiculata är en insektsart som först beskrevs av Malloch 1920.  Ossiannilssonola appendiculata ingår i släktet Ossiannilssonola och familjen dvärgstritar. Inga underarter finns listade i Catalogue of Life.